# Oxygonia
Oxygonia es un género de coleópteros adéfagos de la familia Carabidae.

## Especies
Contiene las siguientes especies:
- Oxygonia annulipes Bates, 1872
- Oxygonia boucardi Chevrolat, 1881
- Oxygonia buckleyi Bates, 1872
- Oxygonia carissima Bates, 1872
- Oxygonia delia (Thomson, 1859)
- Oxygonia erichsoni W. Horn, 1898
- Oxygonia fleutiauxi W. Horn, 1896
- Oxygonia floridula Bates, 1872
- Oxygonia gloriola Bates, 1872
- Oxygonia kippenhani Schule, 2008
- Oxygonia kondratieffi Kippenhan, 1997
- Oxygonia moreti Deuve, 1992
- Oxygonia moronensis Bates, 1872
- Oxygonia nigricans W. Horn, 1926
- Oxygonia nigrovenator Kippenhan, 1997
- Oxygonia oberthueri W. Horn, 1896
- Oxygonia onorei Cassola & Kippenhan, 1997
- Oxygonia prodiga Erichson, 1847
- Oxygonia schoenherri Mannerheim, 1837
- Oxygonia uniformis W. Horn, 1900
- Oxygonia vuillefroyi Chaudoir, 1869